# Хорошая песня
«Хорошая песня» (известная также как «Хорошие песни») — песня российского певца Мити Фомина, написанная Алексеем Романовым и Александром Сахаровым. Была выпущена в качестве четвёртого сингла в поддержку второго студийного альбома певца — «Наглый ангел».

## История композиции
22 марта 2012 года Митя Фомин выступил на фестивале «Fresh-2012. 100 % свежий хит!», где представил композицию, как свой новый сингл. Следующим днём, 23 марта, композиция была представлена для прослушивания на сайте «Трибуны Общественной Палаты», которому Фомин дал также интервью. На радио «Хорошая песня» была представлена 21 апреля в эфире радиостанции «Русское радио». Общий релиз на ведущих отечественных радиостанциях состоялся 24 апреля через систему «Tophit». С 26 мая в эфире «Русского радио» песня зазвучала в новой аранжировке, более ритмичной и запоминающейся.

## Коммерческий успех и критика
После своего официального релиза, песне удалось стартовать с 55-й позиции в общем радиочарте музыкального портала «Tophit», а в итоге достичь решительной 20 строчки данного рейтинга. Клип на «Хорошую песню» попал в рейтинг видеопортала «ELLO», где достиг 7-го места.
Со стороны музыкальных критиков, Булат Латыпов из «Афиши» прокомментировал, композицию как «наследство эпикурейского гимна» — «Всё будет хорошо». Журналист, в общем, дал смешанную рецензию на песню и писал, что в ней «есть только пылкий лиризм и пресняковская мечтательность, роскошь юных лет и романтическая патока».

## Музыкальное видео
12 мая 2012 года, менеджмент Фомина и съёмочная группа, во главе с оператором Борисом Мухиным, приступили к съёмкам видеоклипа к синглу, которые продлились до конца июня. Съёмочными площадками были выбраны Москва и Подмосковье.
Премьера клипа состоялась 5 июля 2012 года, на видеоканале русской музыки «ELLO». Главную женскую роль в клипе сыграла российская певица Кристина Орса, которой уже приходилось работать с Фоминым на песню «Не манекен». Также в съёмках видеоклипа принял участие рэпер Святослав Быстров, известный как StuFF. Это музыкальное видео стало пятым по счёту собственной режиссёрской работой Мити, воплощающее видение музыкальной реальности певца.

## Список композиций
- Радиосингл[3]

| №  | Название                                                | Автор(ы)                           | Длительность |
| -- | ------------------------------------------------------- | ---------------------------------- | ------------ |
| 1. | «Хорошая песня»                                         | Алексей Романов, Александр Сахаров | 3:03         |
| 2. | «Хорошая песня» (DJ Max Myers & Rifatello Summer Remix) | Алексей Романов, Александр Сахаров | 4:34         |

- Цифровой сингл[8]

| №  | Название        | Автор(ы)                           | Длительность |
| -- | --------------- | ---------------------------------- | ------------ |
| 1. | «Хорошая песня» | Алексей Романов, Александр Сахаров | 3:03         |

## Чарты
| Чарт                       | Высшая позиция |
| -------------------------- | -------------- |
| Радиочарт СНГ              | 20             |
| Радиочарт России           | 31             |
| Радиочарт Москвы           | 35             |
| Радиочарт Санкт-Петербурга | 54             |
| Радиочарт Украины          | 7              |
| Радиочарт Киева            | 6              |
| Радиочарт Латвии           | 9              |

| Чарт (2012)                         | Высшая позиция |
| ----------------------------------- | -------------- |
| Годовой радиочарт СНГ               | 108            |
| Годовой русскоязычный радиочарт СНГ | 45             |
| Годовой радиочарт России            | 199            |
| Годовой радиочарт Украины           | 31             |
| Годовой радиочарт Киева             | 50             |